# Уорай
Уорай (рос. Уорай) — селище Амгинського улусу, Республіки Саха Росії. Входить до складу Бетюнського наслегу.
Населення — ненаселене (2015 рік).